# Qualificazioni al Campionato europeo maschile di pallacanestro 2015 - Gruppo A (secondo turno)

## Classifica
| Team                    | Pt | V - P | PF - PS   | DP  |
| ----------------------- | -- | ----- | --------- | --- |
| 1. Bosnia ed Erzegovina | 8  | 4 - 0 | 304 - 267 | +37 |
| 2. Islanda              | 6  | 2 - 2 | 286 - 289 | -3  |
| 3. Gran Bretagna        | 4  | 0 - 4 | 274 - 308 | -34 |

## Risultati
| Arbitri: | Renaud Geller Apostolos Kalpakas Clemens Fritz |

|                |          |               |
| Pálsson 24     | Punti    | 20 Clark      |
| Ermolinskij 14 | Assist   | 4 Van Oostrum |
| Bæringsson 15  | Rimbalzi | 9 Sullivan    |

| Arbitri: | Daniel Hierrezuelo Paolo Taurino Sérgio Silva |

|               |          |                       |
| Clark 14      | Punti    | 25 Teletović          |
| Van Oostrum 3 | Assist   | 4 Pašalić, Stipanović |
| Clark 9       | Rimbalzi | 7 Mitrović            |

| Arbitri: | Alessandro Martolini Ioannis Foufis Erez Gurion |

|              |          |                |
| Teletović 29 | Punti    | 18 Gunnarsson  |
| Teletović 5  | Assist   | 2 Vilhjálmsson |
| Teletović 12 | Rimbalzi | 6 Hermannsson  |

| Arbitri: | Fernando Rocha Regis Bardera Fernando Cuevas |

|                      |          |                |
| Achara 15            | Punti    | 23 Stefánsson  |
| Van Oostrum 5        | Assist   | 5 Vilhjálmsson |
| Clark, Van Oostrum 8 | Rimbalzi | 13 Bæringsson  |

| Arbitri: | Benjamin Trujillo Saverio Lanzarini Tomasz Trawicki |

|              |          |             |
| Teletović 25 | Punti    | 19 Mockford |
| Gordić 7     | Assist   | 4 Sullivan  |
| Milošević 10 | Rimbalzi | 7 Clark     |

| Arbitri: | Anton Makhlin Moritz Reiter Johannes Sarekoski |

|                             |          |              |
| Stefánsson 21               | Punti    | 24 Kikanović |
| Vilhjálmsson, Ermolinskij 3 | Assist   | 5 Gordić     |
| Pálsson 9                   | Rimbalzi | 16 Kikanović |